# 東哈羅 (英國國會選區)

選區在大倫敦的位置

東哈羅（英語：Harrow East），英國國會一自治市選區，包括大倫敦西北部哈羅區東部的九個地方選區。
本區1945年設立至今，歷來是保守黨和工黨競爭的選區。在2010年大選中保守黨的鮑伯·布萊克曼以44.7%選票擊敗了1997年以來任當區議員、工黨籍的托尼·麥納蒂。